# Лавовый покров

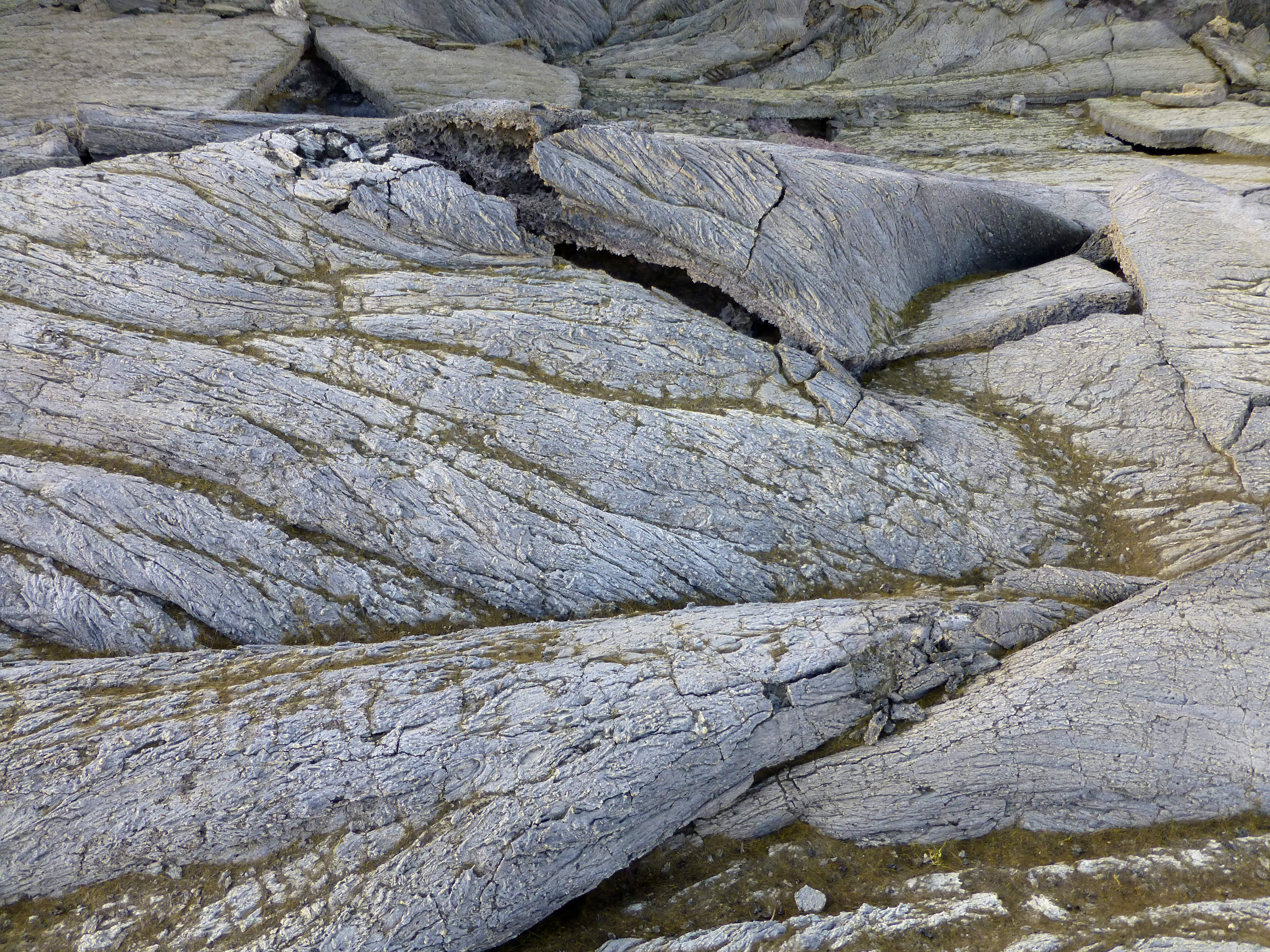

Лавовый покров, или вулканический покров — большое плоское лавовое тело, распростёртое во все стороны. От лавового потока отличается тем, что его длина ненамного превышает ширину. Лавовые покровы образуются на поверхностях с малым уклоном. Характерны для базальтового вулканизма (особенно для трещинных извержений).

## Описание
Лавовые покровы особенно хорошо наблюдаются на континентах. Их объём достигает многих кубических километров. Огромные лавовые покровы образуются при трапповом магматизме. Самые большие лавовые плато планеты — сибирские, индийские и исландские — образованы именно лавовыми покровами.
Излияние базальтовых или андезит-базальтовых лав происходит спокойно, вследствие чего обломочный вулканический материал в покровах почти не встречается.